# Liste der Naturdenkmäler in Florstadt
Die Liste der Naturdenkmäler in Florstadt nennt die auf dem Gebiet der Stadt Florstadt, im Wetteraukreis (Hessen), gelegenen Naturdenkmäler. Sie sind nach dem Hessischen Gesetz über Naturschutz und Landschaftspflege (Hessisches Naturschutzgesetz – HAGBNatSchG) § 12 geschützt und bei der unteren Naturschutzbehörde des Wetteraukreises eingetragen. Die Liste entspricht dem Stand vom 1. Januar 2014.
| Bild            | Bezeichnung                               | Ortsteil, Lage | Beschreibung | Art                          | Nr.     |
| --------------- | ----------------------------------------- | --- | --- | ---------------------------- | ------- |
| BW              | Birnbaum                                  | Leidhecken, Flur 3, Flurstück 55 50° 20′ 26,3″ N, 8° 53′ 30,4″ O                                                    | Einzelne Birne auf einem Acker. Schutzgrund: landschaftsprägender Altbaum. | Birne                        | 440.097 |
| BW              | 2 Huteeichen am Waldrand                  | Leidhecken, Flur 8, Flurstück 12 50° 20′ 41″ N, 8° 54′ 35,3″ O                                                      | 2 Eichen am Waldrand. Schutzgrund: Ensemble zweier großer landschaftsprägender Altbäume mit besonderem Kronenwuchs und Relikt einer früheren Hutewaldnutzung. | Eiche                        | 440.267 |
| Fotos hochladen | Esche an der Friedberger Landstraße       | Nieder-Florstadt, Flur 2, Flurstück 443/1 (VO), Flur 2, Flurstück 442/3 (tatsächlich) 50° 19′ 14″ N, 8° 51′ 34,1″ O | Esche an der B275 (Friedberger Landstraße). Schutzgrund: Größe der Esche, ortsbildprägend. | Esche                        | 440.176 |
| BW              | 10 Eichen, 3 Platanen und 4 Maulbeerbäume | Staden, Flur 1, Flurstück 2/1 (VO), Flur 1, Flurstück 2/4, 6/1 (tatsächlich) 50° 19′ 48,3″ N, 8° 54′ 36,2″ O        | Baumgruppen von 10 Eichen, 3 Platanen und 4 Maulbeerbäumen verteilt in der gesamten Parkanlage Staden. Notfällung von 3 Eichen. 2 Maulbeerbäume durch Sturm zerstört. Zusammengefasstes Naturdenkmal. Schutzgrund: ortsbildprägend (ehemals: 9 Eichen). Schutzgrund: keine Angaben (ehemals 4 Eichen, 3 Platanen und 6 Maulbeerbäume). | Eiche, Platane, Maulbeerbaum | 440.020 |
| BW              | Speierling                                | Stammheim, Flur 12, Flurstück 25 (keine Angabe in VO, tatsächlich) 50° 18′ 17,1″ N, 8° 55′ 11,2″ O                  | Speierling auf einer Obstwiese. Schutzgrund: Speierlinge als Naturdenkmal. | Speierling                   | 440.197 |